# Филип К. Дик
Филип Киндред Дик (енгл. Philip Kindred Dick; Чикаго, 16. децембар 1928 — Санта Ана, 2. март 1982) био је амерички писац научне фантастике. Написао је 44 објављена романа и приближно 121 кратку причу, од којих се већина појавила у часописима научне фантастике током његовог живота. Његова фикција истражује различите филозофске и друштвене теме и садржи понављајуће елементе попут алтернативних реалности, симулакрума, великих корпорација, злоупотребе дрога, ауторитарних влада и измењених стања свести. Његов рад истражује питања која окружују природу стварности, перцепцију, људску природу и идентитет.
Рођен у Чикагу, Дик се као млад преселио у област залива Сан Франциско са својом породицом. Почео је да објављује научнофантастичне приче 1952. године, са 23 године. Није постигао већи комерцијални успех док му његов алтернативни историјски роман Човек у високом замку (1962) није донео признања, укључујући награду Хуго за најбољи роман, када је имао 33 године. Уследили су научнофантастични романи као што је Да ли Андроиди сањају електричне овце? (1968) и Убик (1969). Његов роман Flow My Tears, the Policeman Said из 1974. освојио је Меморијалну награду Џона В. Кембела за најбољи научнофантастични роман.
Након година злоупотребе дрога и низа мистичних искустава 1974, Диков рад се експлицитније бави питањима теологије, метафизике и природе стварности, као у романима A Scanner Darkly (1977), VALIS (1981), и The Transmigration of Timothy Archer (1982). Збирка његовог спекулативног публицистичког писања о овим темама објављена је постхумно као Егзегеза Филипа К. Дика (2011). Умро је 1982. године у Санта Ани у Калифорнији у 53. години од компликација од можданог удара. Након смрти, постао је „широко цењен као мајстор маштовите, параноидне фикције у духу Франца Кафке и Томаса Пинчона“.
Диков постхумни утицај је био широко распрострањен, ширећи се изван књижевних кругова у холивудско филмско стваралаштво. Популарни филмови засновани на његовим делима укључују Blade Runner (1982), Total Recall (адаптиран два пута: 1990. и 2012), Извештај о мањинама (2002), A Scanner Darkly (2006), The Adjustment Bureau (2011), и Radio Free Albemuth (2010). Почевши од 2015. године, Амазон прајм видео је произвео вишесезонску телевизијску адаптацију Човек у високом замку, засновану на Диковом роману из 1962. године; а 2017. године Канал 4 је почео да производи текућу антологијску серију Electric Dreams, засновану на различитим Диковим причама.
Године 2005, часопис Тајм прогласио је Убика (1969) једним од стотину највећих романа на енглеском језику објављених од 1923. године. Године 2007, Дик је постао први писац научне фантастике укључен у серију Библиотеке Америке.

## Биографија
Филип Дик је рођен 16. децембра 1928. године у Чикагу, а умро је у Санта Ани 2. марта 1982. године. Уписао је Универзитет Калифорније у Берклију, али је прекинуо студије, а да није положио ниједан испит. Године 1952. почео је професионално да пише, и од тада је написао тридесет шест романа и пет збирки прича. Био је писац надничар који је морао да пише да би се издржавао од скромних хонорара. Живео је крајње неуредним животом, употребљавао дроге, али га не сматрају наркоманом, јер је морао свакодневно вишесатно да пише. Филип К. Дик умро је у Калифорнији од последица срчаног удара.

## Стил писања и тематика дела Филипа Дика
Дела овог писца су врло атрактивно написана, одликују се несвакидашњим односима појединац-друштво, оригиналним заплетима и атмосфером. Провлаче се кроз радњу стварност и опсена, логички парадокси. Дик је аутентичним књижевно-уметничким квалитетима допринео реформацији жанра. У роману Убик доноси онеспокојавајућу визију будућности. Упркос томе што је преминуо 1982. године, његове визије и идеје и данас су изузетно актуелне.
Дик је писао научнофантастичне романе у време када су комјутери били само у експерименталној фази, телефони који су се користили нису били мобилни већ повезани каблом. Дик предвиђа будућност где наука мења наша поимања стварности. Његови јунаци се боре у високотехнолошком друштву и њеним копијама.

## Сценарио филмаBlade Runner
Роман Сањају ли андроиди електричне овце је био предложак за филм Blade Runner, али су многе Дикове идеје или комплетно изостављене или грубо промењене и вулгаризоване.

## Награде
Године 1962. је за роман Човек у високом дворцу добио награду Хуго за најбољи роман, а 1975. меморијалну награду Џон В. Кембел за роман Теците сузе моје, рече полицајац за најбољи роман те године. Његова дела су била и често номинована за престижне награде.